# Kratki izlet (roman Antuna Šoljana)
Kratki izlet, roman hrvatskoga književnika Antuna Šoljana.
Drugi je Šoljanov roman i njegov najvažniji roman. Od početka su ga pratile nevolje u javnosti. Uzrok je u naravi njegove fabule: svaki čitatelj lako uviđa da neuspješno putovanje koje se u priči opisuje ima neko alegorijsko značenje, a mnogi su tada zaključili kako se to značenje odnosi na jugoslavenski put u socijalizam. Peripetije što ih je Kratki izlet morao proći opisao je sam autor u svome feljtonu »Kratka povijest Kratkog izleta«, iz kojega doznajemo kako je nastao i kako se razvijao jedan od većih nesporazuma u našoj novijoj književnoj povijesti. Roman je napisan ranih šezdesetih godina, a objavljen je prvi put 1964. u časopisu »Forum«. Šoljan tvrdi kako se on osobno baš u to vrijeme nalazio na političkom ledu, ne navodeći pobliže razlog, ali se vjerojatno radi o skandalu zbog njegova govora na Matoševu grobu povodom pedesete godišnjice piščeve smrti. U svakom slučaju Šoljanu je objavljivanje teksta u »Forumu« tada značilo neku vrstu rehabilitacije, jer riječ je bila o Krležinu časopisu, a Krleža je bio autoritet i u političkim stvarima. Upravo zbog toga, moglo se pretpostaviti da će se tekst osobito pažljivo čitati i da će se u njemu tražiti i političke aluzije. A to je trebalo preduhitriti pa je tako urednik »Foruma« Marijan Matković – u dogovoru s autorom – ublažio neke formulacije, dok je epilog posve izostavio. Koju godinu poslije, roman je izašao kao knjiga u Beogradu, ovaj put s epilogom, ali i dalje s onim kraćenjima koja su nastala u »Forumu«. U Zagrebu pak to djelo nije objavljeno sve do druge polovice osamdesetih godina 20. stoljeća: prvo integralno izdanje bilo je istom ono u autorovim izabranim djelima u ediciji Pet stoljeća hrvatske književnosti. Bilo je to 1987.
Još i dok piše o svemu tome nakon više od četvrt stoljeća (feljton je najprije objavljen u časopisu »Republika« 1990.), Šoljan se pomalo čudi što su manje ili više svi vidjeli u priči Kratkog izleta političke aluzije. Bit će takvo tumačenje možda čudno i današnjem čitatelju, koji nije živio u socijalizmu; ali, onome koji jest, bit će prije čudno samo Šoljanovo čuđenje. Jer, u njegovu se romanu opisuje jedno putovanje koje započinje s velikim ambicijama, a završava u bespuću, što znači u potpunom neuspjehu. A uzme li se u obzir da je u ono vrijeme i sama službena ideologija rado koristila metaforu putovanja za opis društvenih procesa (put u budućnost, traženje novih putova, revolucionarni put), bit će jasno da je čitatelj kojemu su uši bile pune takvih fraza i nehotice pomišljao da se i u romanu na te fraze aludira. Tome onda treba pridodati i lik vođe: i on je silno važan u socijalističkoj ikonografiji, dok Šoljanov roman započinje upravo opisom i karakterizacijom čovjeka koji je malu skupinu mladih ljudi poveo na put što će na kraju završiti u nigdini.